# Le Règne des immortels
Le Règne des immortels (titre original : The Golden Space) est un roman de science-fiction de Pamela Sargent paru en 1982 aux États-Unis puis traduit en français et publié en 1983 par les éditions OPTA dans la collection du Club du livre d'anticipation (no 95).

## Historique
Pamela Sargent se livre  à l'expérience de pensée suivante en écrivant ce roman « Comment les êtres humains pourraient-ils vivre en tant qu'immortels dans un monde d'immortels ? Qu'est-ce que cela ferait d'être immortel et comment la société changerait-elle ? Comment nos attitudes changeraient-elles ? ».
La première édition en français avec une traduction de Françoise Maillet  parait en juin 1983 sous le titre L'espace rêvé,.

## Résumé
Dans un futur hypothétique, des biologistes ont réussi à contrôler le vieillissement chez l'être humain. Par leurs travaux, ils ont réussi à faire en sorte que les cellules se régénèrent au lieu de dégénérer. Bref, ils ont réussi à donner à l'homme la vie éternelle.
Cette découverte déclencha un temps de troubles, puis d'espoir. Plus tard, on appela cette période la Transition.
L'histoire prend place environ 400 ans après cet évènement. Les gens se sont habitués à leur nouvelle vie d'immortels. Ils peuvent choisir l'âge de leur corps, la majorité préférant une apparence jeune. Ils ont aussi tout le temps pour méditer ou apprendre de nouvelles choses, s'ouvrir à de nouvelles disciplines. De plus, certaines personnes vivent dans l'Espace, ou dans des colonies sur la Lune, Mars, etc.
Toutefois, certains pensent que la race humaine est arrivée dans une impasse évolutive. Un biologiste, Merripen Allen, veut tenter une expérience inédite : il recrute des gens, parmi lesquels Josepha Ryba, afin qu'ils deviennent les parents de bébés génétiquement modifiés. Ceux-ci ne posséderont pas de processus hormonaux associés aux émotions. En revanche, leurs réflexes seront accrus, leur métabolisme renforcé. De plus, ils possèderont deux jeux d'organes sexuels, un masculin et un féminin.
L'expérience rencontre de nombreux détracteurs. En effet, ces enfants dévoilent très vite un caractère très particulier. Ils sont très intelligents et curieux mais leur incapacité à ressentir des émotions est perturbante pour les autres, en particulier leurs parents. Ils forment une nouvelle race dont beaucoup de gens ont peur.
Parallèlement, l'humanité stagne intellectuellement et on voit de plus en plus de nouveaux cultes dédiés à la mort apparaître...

## Réception
Le roman a bénéficié dès sa sortie de plusieurs revues critiques de : Baird Searles en mai 1982 dans  Isaac Asimov's Science Fiction Magazine, Susan L. Nickerson en mai 1982 dans le no 4 de Science Fiction & Fantasy Book Review, Tom Easton en juin 1982 dans Analog Science Fiction and Fact, Chris Morgan en 1982 dans  Vector 109,  Algis Budrys  en septembre 1982 dans  The Magazine of Fantasy & Science Fiction,.
Des critiques en français ont été écrites en 1983 par Charles Moreau dans le numéro 24 de Ère comprimée, et Stéphane Nicot dans l numéro 345 de Fiction.
En 1984 le livre est abordé dans d'autres critiques littéraires de : Mary Gentle dans Paperback Inferno (vol. 7, no 4) et Gregory Feeley en mars dans le numéro 30 de Foundation: the Review of Science Fiction (en).
Algis Budrys qualifie le roman de référence sur la question du traitement de l'immortalité dans sa revue critique du livre parue dans The Magazine of Fantasy & Science Fiction, en septembre 1982,.